# Mychajło Starow
Mychajło Starow, ukr. Старов Михайло (ur. 27 września 1973 w Charkowie) – ukraiński sztangista, trójboista siłowy i strongman.
Jeden z najlepszych ukraińskich siłaczy. Mistrz Ukrainy Strongman w 2004 r. Drugi Wicemistrz Europy Strongman 2005. Drużynowy Mistrz Świata Strongman w latach 2003, 2004 i 2006.

## Życiorys
Mychajło Starow zdobył mistrzostwo świata juniorów w podnoszeniu ciężarów.
Jest zawodowym trenerem kulturystyki. W latach 2000, 2001, 2002 i 2003 był wicemistrzem Ukrainy Strongman. Przez kilka lat był na Ukrainie siłaczem numer dwa, po Wasylu Wirastiuku.
Wziął udział w indywidualnych Mistrzostwach Świata Strongman 2005, jednak nie zakwalifikował się do finału.
Zakończył już karierę siłacza.
Mychajło Starow ma córkę i mieszka w Charkowie.
Wymiary:
- wzrost 180 cm
- waga 125–130 kg
- biceps 51 cm
- klatka piersiowa 130 cm
- talia 100 cm

Rekordy życiowe:
- przysiad 426 kg
- wyciskanie 229 kg
- martwy ciąg 326,5 kg

## Osiągnięcia strongman
- 2003
  - 1. miejsce – Drużynowe Mistrzostwa Świata Strongman
- 2004
  - 1. miejsce – Polska kontra Ukraina
  - 1. miejsce – Drużynowe Mistrzostwa Świata Strongman
  - 2. miejsce – Giganci Ukrainy
  - 1. miejsce – Mistrzostwa Ukrainy Strongman
  - 4. miejsce – Puchar Świata Siłaczy 2004: Edmonton
- 2005
  - 1. miejsce – Mistrzostwa United Strongman Series 2005
  - 7. miejsce – Super Seria 2005: Malbork
  - 4. miejsce – Super Seria 2005: Varberg
  - 2. miejsce – Puchar Świata Siłaczy 2005: Bad Häring
  - 3. miejsce – Mistrzostwa Europy Strongman 2005
  - 3. miejsce – Puchar Świata Siłaczy 2005: Norymberga
  - 4. miejsce – Puchar Świata Siłaczy 2005: Chanty-Mansyjsk
- 2006
  - 4. miejsce – Drugi Pojedynek Gigantów
  - 2. miejsce – Puchar Świata Siłaczy 2006: Fürstenfeldbruck
  - 1. miejsce – Drużynowe Mistrzostwa Świata Strongman 2006